# Joseph Guiter
Joseph Antoine Sébastien Guiter, né à Torreilles (Roussillon) le 24 février 1761 et mort à Paris le 1er juillet 1829, est un homme politique français, membre de la Convention, député au Conseil des Cinq-Cents, au Corps législatif de l'an VIII à l'an XI et représentant à la Chambre des Cent-Jours.

## Biographie
Joseph Guiter est le septième enfant d'une famille modeste. À l'âge de dix ans, il est envoyé à Perpignan faire ses études au collège royal, d'abord, puis à l'université ensuite. Reçu docteur en théologie, il est ordonné prêtre et affecté à la collégiale Saint-Jean dans cette même ville. Après la Révolution de 1789, il prête immédiatement serment à la Constitution civile du clergé et finit par quitter ses fonctions ecclésiastiques.

### Mandat à la Convention
La monarchie constitutionnelle, mise en place par la constitution du 3 septembre 1791, prend fin à l'issue de la journée du 10 août 1792 : les bataillons de fédérés bretons et marseillais et les insurgés des faubourgs de Paris prennent le palais des Tuileries. Louis XVI est suspendu et incarcéré avec sa famille à la tour du Temple.  
En septembre 1792, Joseph Guiter, qui est alors maire de Perpignan, est élu député du département des Pyrénées-Orientales, le premier sur cinq, à la Convention nationale.  
Il siège sur les bancs de la Gironde. Lors du procès de Louis XVI, il vote « la détention, et le bannissement à la paix » et se prononce en faveur de l'appel au peuple et le sursis à l'exécution. En avril 1793, il vote en faveur de la mise en accusation de Jean-Paul Marat. En mai de la même année, il vote en faveur du rétablissement de la Commission des Douze. 
En octobre, sur motion de Jean-Pierre-André Amar du Comité de Sûreté générale, il est décrété d'arrestation pour avoir signé la protestation contre les journées du 31 mai et du 2 juin. Durant sa détention à la prison de la Force, il écrit une lettre à Maximilien de Robespierre dans laquelle il le remercie de s'être opposé au déferrement des signataires devant le tribunal révolutionnaire, et dans laquelle il affirme avoir été trompé. Lui et les autres protestataires sont libérés et réintégrés à leur poste de député le 18 frimaire an III (8 décembre 1794). 

### Du Directoire à la Monarchie de Juillet
Élu, le 21 vendémiaire an IV, député des Pyrénées-Orientales au Conseil des Cinq-Cents, par 48 voix sur 103 votants, Guiter se fait peu remarquer dans cette assemblée. Il approuve le coup d'État de brumaire, et le Sénat conservateur l'inscrit (4 nivôse an VIII), comme député du même département, sur la liste des membres du nouveau Corps législatif, où il siège jusqu'en l'an XI.
Le 15 mai 1815, l'arrondissement de Perpignan l'élit représentant à la Chambre des Cent-Jours, par 39 voix sur 66 votants. Après cette dernière législature, il vivra à l'écart des affaires publiques.
Joseph Guiter est l'oncle de Théodore Guiter et le grand-oncle d'Eugène Guiter, préfet, homme politique et journaliste.

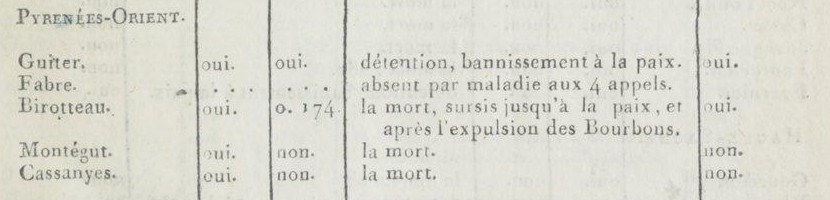
Votes des députés des Pyrénées-Orientales concernant la mort de Louis XVI

## Mandats
Maire
- 1791-1792 : Maire de Perpignan

Député
- 03/09/1792 - 26/10/1795 : Député à la Convention nationale, Pyrénées-Orientales - Modérés
- 13/10/1795 - 20/05/1797 : Député au Conseil des Cinq-Cents, Pyrénées-Orientales - Modérés
- 25/12/1799 - 01/07/1804 : Député au Corps législatif, Pyrénées-Orientales - Modérés
- 15/05/1815 - 13/07/1815 : Député à la Chambre des représentants, Pyrénées-Orientales

## Publications
- Joseph Guiter, J'en appelle au peuple : ou Précis historique de la révocation prétendue de mes pouvoirs, & des causes qui l'ont préparée, Perpignan, impr. de Joseph-François Reynier, 1790, 15 p. (BNF 37235067, lire en ligne)
- Joseph Guiter, Discours prononcé par le maire de Perpignan, au champ de la fédération, le 14 juillet 1792, an 4e de la liberté, Narbonne, Decampe, 1792, 8 p. (BNF 36006869)
- Joseph Guiter, J. Guiter, député du département des Pyrénées Orientales, à ses commettans. : Paris, 5 juin 1793, 1793, 21 p. (BNF 30561457)
- Joseph Guiter, Discours prononcé, le 19 décembre 1790, à l'église des Cordeliers, en présence de la garde nationale de Perpignan, Perpignan, impr. de Joseph-François Reynier, 1790, 8 p. (BNF 30561458)
- Joseph Guiter, Convention nationale. Opinion de Joseph Guites ["sic"], député du département des Pyrénées Orientales, sur un acte de la Convention nationale à la date du 27 octobre, qui défend aux membres qui la composent d'exercer des fonctions publiques pendant six ans, à compter de la fin de la session, Paris, Impr. nationale, 1792, 7 p. (BNF 30561463)